# David Hyam
David Hyam (1973) es un deportista sudafricano que compitió en triatlón. Ganó una medalla de bronce en el Campeonato Africano de Triatlón de 1998.

## Palmarés internacional
| Campeonato Africano | Campeonato Africano  | Campeonato Africano | Campeonato Africano |
| Año                 | Lugar                | Medalla             | Prueba              |
| ------------------- | -------------------- | ------------------- | ------------------- |
| 1998                | Swakopmund (Namibia) | Medalla de bronce   | Individual          |